# 車府增八
天鵝座72（车府增八），又名BD+37 4359，HD 205512、SAO 71480、HR 8255，是天鵝座的一颗恒星，视星等为4.9，位于銀經86.01，銀緯-9.85，其B1900.0坐标为赤經21h 30m 41.4s，赤緯+38° -9.85′ 8″。